# Herrarnas höga hopp i simhopp vid olympiska sommarspelen 2004
Herrarnas höga hopp i de olympiska simhoppstävlingarna vid de olympiska sommarspelen 2004 hölls den 27-28 augusti i Athens Olympic Sports Complex. 

## Medaljörer
| Event              | Guld        | Silver                 | Brons           |
| 10 meter höga hopp | Hu Jia Kina | Mathew Helm Australien | Tian Liang Kina |

## Resultat
| Placering | Simhoppare             | Land           | Kval   | Kval      | Semifinal        | Semifinal        | Semifinal        | Semifinal        | Final            | Final            | Final            |
| Placering | Simhoppare             | Land           | Poäng  | Placering | Poäng            | Placering        | Totalt           | Placering        | Poäng            | Placering        | Totalt           |
| --------- | ---------------------- | -------------- | ------ | --------- | ---------------- | ---------------- | ---------------- | ---------------- | ---------------- | ---------------- | ---------------- |
| 1         | Hu Jia                 | Kina           | 463,44 | 6         | 207,30           | 4                | 670,74           | 4                | 540,78           | 1                | 748,08           |
| 2         | Mathew Helm            | Australien     | 513,06 | 1         | 209,34           | 2                | 722,40           | 1                | 521,22           | 2                | 730,56           |
| 3         | Tian Liang             | Kina           | 481,47 | 3         | 209,04           | 3                | 690,51           | 3                | 520,62           | 3                | 729,66           |
| 4         | Alexandre Despatie     | Kanada         | 500,55 | 2         | 209,46           | 1                | 710,01           | 2                | 498,00           | 4                | 707,46           |
| 5         | Peter Waterfield       | Storbritannien | 474,03 | 4         | 180,51           | 13               | 654,54           | 6                | 488,73           | 5                | 669,24           |
| 6         | Leon Taylor            | Storbritannien | 433,38 | 11        | 195,09           | 5                | 628,47           | 9                | 468,03           | 6                | 663,12           |
| 7         | Heiko Meyer            | Tyskland       | 440,85 | 9         | 184,35           | 8                | 625,20           | 10               | 462,21           | 7                | 646,56           |
| 8         | Robert Newbery         | Australien     | 461,91 | 7         | 193,98           | 6                | 655,89           | 5                | 446,67           | 8                | 640,65           |
| 9         | Francesco Dell'uomo    | Italien        | 426,12 | 14        | 184,29           | 9                | 610,41           | 12               | 444,48           | 9                | 628,77           |
| 10        | Rommel Pacheco         | Mexiko         | 463,47 | 5         | 182,79           | 10               | 646,26           | 7                | 440,61           | 10               | 623,40           |
| 11        | Dmitrij Dobroskok      | Ryssland       | 445,68 | 8         | 189,87           | 7                | 635,55           | 8                | 432,36           | 11               | 622,23           |
| 12        | Juan Urán              | Colombia       | 439,77 | 10        | 177,27           | 16               | 617,04           | 11               | 428,19           | 12               | 605,46           |
| 13        | Gleb Galperin          | Ryssland       | 427,68 | 13        | 179,94           | 14               | 607,62           | 13               | Gick inte vidare | Gick inte vidare | Gick inte vidare |
| 14        | Christopher Kalec      | Kanada         | 429,72 | 12        | 177,12           | 17               | 606,84           | 14               | Gick inte vidare | Gick inte vidare | Gick inte vidare |
| 15        | Choe Hyong-Gil         | Nordkorea      | 419,58 | 16        | 180,78           | 12               | 600,36           | 15               | Gick inte vidare | Gick inte vidare | Gick inte vidare |
| 16        | Anton Zacharov         | Ukraina        | 420,30 | 15        | 175,77           | 18               | 596,07           | 16               | Gick inte vidare | Gick inte vidare | Gick inte vidare |
| 17        | Pak Yong-Ryong         | Nordkorea      | 414,33 | 17        | 181,68           | 11               | 596,01           | 17               | Gick inte vidare | Gick inte vidare | Gick inte vidare |
| 18        | Tony Adam              | Tyskland       | 411,30 | 18        | 178,35           | 15               | 589,65           | 18               | Gick inte vidare | Gick inte vidare | Gick inte vidare |
| 19        | Bryan Nickson          | Malaysia       | 407,13 | 19        | Gick inte vidare | Gick inte vidare | Gick inte vidare | Gick inte vidare | Gick inte vidare | Gick inte vidare | Gick inte vidare |
| 20        | Massimiliano Mazzucchi | Italien        | 405,18 | 20        | Gick inte vidare | Gick inte vidare | Gick inte vidare | Gick inte vidare | Gick inte vidare | Gick inte vidare | Gick inte vidare |
| 21        | Roman Volod'kov        | Ukraina        | 403,59 | 21        | Gick inte vidare | Gick inte vidare | Gick inte vidare | Gick inte vidare | Gick inte vidare | Gick inte vidare | Gick inte vidare |
| 22        | Ioannis Gavriilidis    | Grekland       | 395,34 | 22        | Gick inte vidare | Gick inte vidare | Gick inte vidare | Gick inte vidare | Gick inte vidare | Gick inte vidare | Gick inte vidare |
| 23        | Caesar Garcia          | USA            | 388,77 | 23        | Gick inte vidare | Gick inte vidare | Gick inte vidare | Gick inte vidare | Gick inte vidare | Gick inte vidare | Gick inte vidare |
| 24        | Cassius Duran          | Brasilien      | 387,75 | 24        | Gick inte vidare | Gick inte vidare | Gick inte vidare | Gick inte vidare | Gick inte vidare | Gick inte vidare | Gick inte vidare |
| 25        | José Guerra            | Kuba           | 375,87 | 25        | Gick inte vidare | Gick inte vidare | Gick inte vidare | Gick inte vidare | Gick inte vidare | Gick inte vidare | Gick inte vidare |
| 26        | Sotirios Trakas        | Grekland       | 361,56 | 26        | Gick inte vidare | Gick inte vidare | Gick inte vidare | Gick inte vidare | Gick inte vidare | Gick inte vidare | Gick inte vidare |
| 27        | Aleksandr Varlamov     | Belarus        | 361,41 | 27        | Gick inte vidare | Gick inte vidare | Gick inte vidare | Gick inte vidare | Gick inte vidare | Gick inte vidare | Gick inte vidare |
| 28        | Erick Fornaris         | Kuba           | 351,75 | 28        | Gick inte vidare | Gick inte vidare | Gick inte vidare | Gick inte vidare | Gick inte vidare | Gick inte vidare | Gick inte vidare |
| 29        | Kyle Prandi            | USA            | 346,53 | 29        | Gick inte vidare | Gick inte vidare | Gick inte vidare | Gick inte vidare | Gick inte vidare | Gick inte vidare | Gick inte vidare |
| 30        | Andrei Mamontov        | Belarus        | 338,55 | 30        | Gick inte vidare | Gick inte vidare | Gick inte vidare | Gick inte vidare | Gick inte vidare | Gick inte vidare | Gick inte vidare |
| 31        | Jean Romain Delaloye   | Schweiz        | 326,82 | 31        | Gick inte vidare | Gick inte vidare | Gick inte vidare | Gick inte vidare | Gick inte vidare | Gick inte vidare | Gick inte vidare |
| 32        | Hugo Parisi            | Brasilien      | 325,08 | 32        | Gick inte vidare | Gick inte vidare | Gick inte vidare | Gick inte vidare | Gick inte vidare | Gick inte vidare | Gick inte vidare |
| 33        | András Hajnal          | Ungern         | 305,79 | 33        | Gick inte vidare | Gick inte vidare | Gick inte vidare | Gick inte vidare | Gick inte vidare | Gick inte vidare | Gick inte vidare |